# Yuki Ota
Yuki Ota (en japonés: 太田 雄貴, Ota Yuki; Otsu, 25 de noviembre de 1985) es un deportista japonés que compitió en esgrima, especialista en la modalidad de florete.
Participó en cuatro Juegos Olímpicos de Verano, entre los años 2004 y 2016, obteniendo en total dos medallas de plata, en Pekín 2008 en la prueba individual, y en Londres 2012 en la prueba por equipos (junto con Kenta Chida, Ryo Miyake y Suguru Awaji).
Ganó tres medallas en el Campeonato Mundial de Esgrima, en los años 2010 y 2015.
Estudió el grado de Comercio en la Universidad Doshisha. En 2017 fue elegido presidente de la Federación Japonesa de Esgrima. En 2021 fue nombrado miembro de la Comisión de Atletas del Comité Olímpico Internacional.

## Palmarés internacional
| Juegos Olímpicos   | Juegos Olímpicos      | Juegos Olímpicos  | Juegos Olímpicos    |
| Año                | Lugar                 | Medalla           | Prueba              |
| ------------------ | --------------------- | ----------------- | ------------------- |
| 2008               | Pekín (China)         | Medalla de plata  | Florete individual  |
| 2012               | Londres (Reino Unido) | Medalla de plata  | Florete por equipos |
| Campeonato Mundial |                       |                   |                     |
| Año                | Lugar                 | Medalla           | Prueba              |
| 2010               | París (Francia)       | Medalla de bronce | Florete individual  |
| 2010               | París (Francia)       | Medalla de bronce | Florete por equipos |
| 2015               | Moscú (Rusia)         | Medalla de oro    | Florete individual  |